# Campfire Songs
Campfire Songs – trzeci album nagrany przez pochodzącą z Baltimore grupę Animal Collective. Wydany w marcu 2003 roku. Catsup Plate zaprzestało wydawania tego albumu w 2008, jednak 26 stycznia 2010 wytwórnia Paw Tracks rozpoczęła wydawanie nowej wersji.
Jest to jeden z dwóch albumów grupy zawierających ulotkę z pełnym tekstem piosenek (drugim jest Strawberry Jam). To także jedyny album zawierający występ Aveya, Pandy i Deakina.

## Nagrywanie
Album zawiera pięć indywidualnych utworów zagranych jeden po drugim i zarejestrowanych za jednym podejściem. Chociaż było to w połowie listopada, album został nagrany na ganku domu w Maryland, przy użyciu trzech odtwarzaczy Sony MiniDisc wraz z mikrofonami Sony ECM-MS907, rozmieszczonych w strategicznych miejscach wokół grających. Odgłosy otoczenia zostały także nagrane i umieszczone w utworach. Album został zmiksowany w mieszkaniu Avey Tare'a w Bushwick a następnie opracowany przez Nicolasa Vernhesa w Rare Book Room.
Panda Bear wypowiedział się na temat pomysłu albumu w 2005:

Mieliśmy od jakiegoś czasu, trzech – czterech lat, pomysł zrobienia czegoś brzmiącego naprawdę ciepło i zachęcająco. Chcieliśmy, żeby słuchający naprawdę miał wrażenie siedzenia przy ognisku i śpiewania piosenek, które można śpiewać z grupą ludzi i każdy czuje się związany oraz czuje się dobrze i bezpiecznie. To nie było spontaniczne czy zaimprowizowane (...). Pracowaliśmy przez miesiąc lub około aby dopracować połączenia między piosenkami. Do dzisiaj myślę, że przejście z Queen Of My Pictures do Doggy za jedną z najlepszych rzeczy jaką zrobiliśmy razem. Byłem chyba naprawdę podekscytowany moim śpiewaniem w Campfire Songs, ponieważ czułem że robię rzeczy, które były dla mnie trudne.

Album przygotowywało trzech członków zespołu: Avey Tare, Panda Bear oraz Deakin, który zadebiutował w tym albumie. Geologist, chociaż nieobecny na albumie, pracował przy nagrywaniu obsługując odtwarzacze MiniDisc. Pomimo obecności wszystkich członków zespołu, nie było wtedy jeszcze grupy Animal Collective. "Campfire Songs" miało być zarówno nazwą nowego zespołu jak i nazwą albumu. Obecna nazwa zespołu używana jest w najnowszym wydaniu albumu.
Na około tydzień przed wydaniem albumu, grupa zagrała cały album na żywo w Tonic w Nowym Jorku siedząc na środku podłogi z widownią wokół.

## Lista utworów
| Nr | Tytuł utworu           | Długość |
| -- | ---------------------- | ------- |
| 1. | „Queen in My Pictures” | 9:58    |
| 2. | „Doggy”                | 4:39    |
| 3. | „Two Corvettes”        | 4:58    |
| 4. | „Moo Rah Rah Rain”     | 11:01   |
| 5. | „De Soto de Son”       | 11:35   |
|    |                        | 42:11   |

## Twórcy
- Avey Tare
- Panda Bear
- Deakin